# 첼트넘 (뉴질랜드)

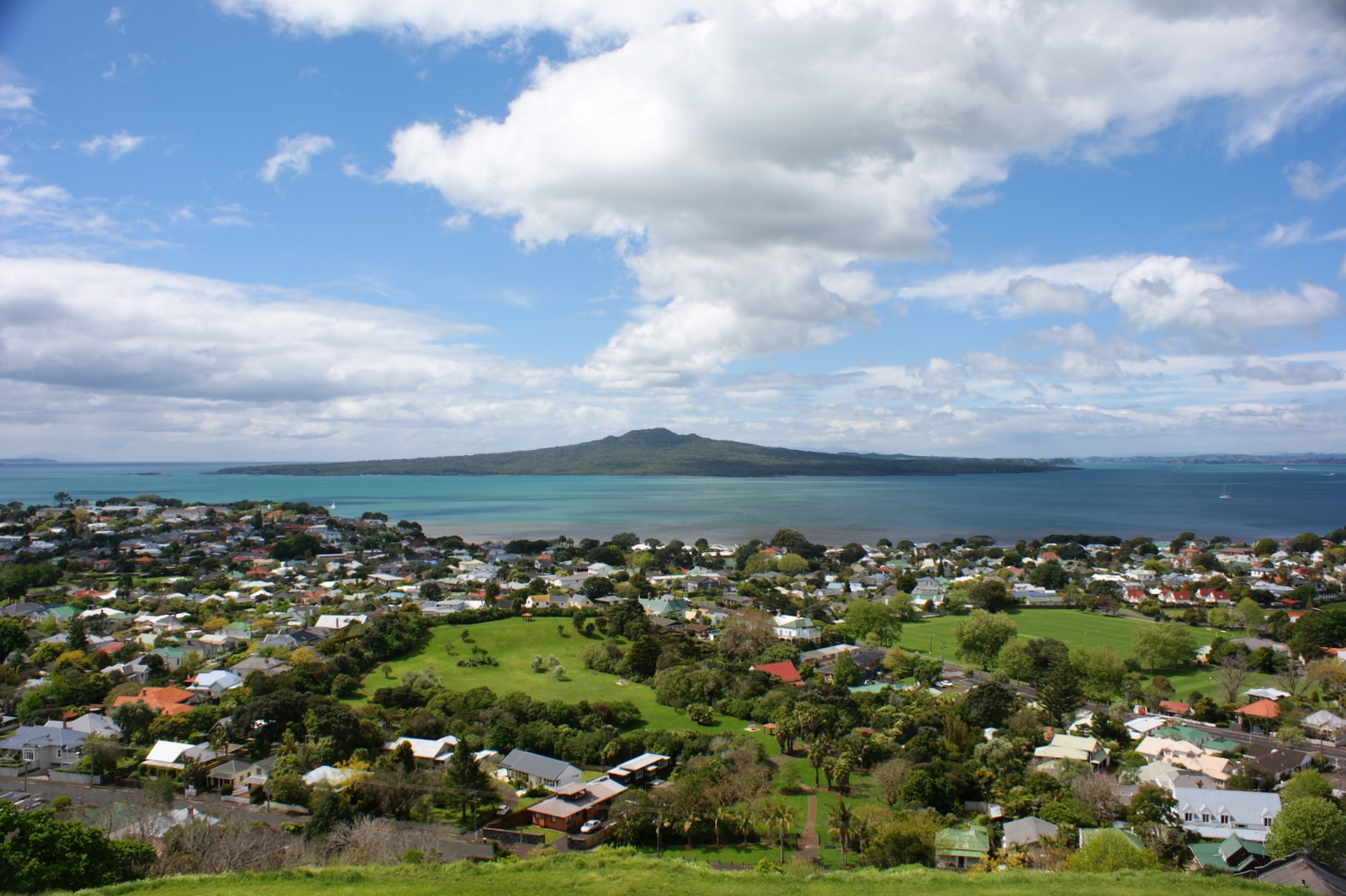
빅토리아산에서 바라본 첼트넘

첼트넘(Cheltenham)은 뉴질랜드 오클랜드의 북동쪽에 위치한 교외 지역이다. 잉글랜드에 있는 첼트넘에서 이름을 따왔다. 첼트넘은 오클랜드 시의회의 13개 행정 구역 중 하나인 노스쇼어에 있다. 이곳에는 노스 헤드, 첼트넘 해변, 발망 리저브 등이 있다.